# Magyarországi Román Ortodox Egyházmegye

A Román Ortodox Egyház szervezeti felépítése

A Magyarországi Román Ortodox Egyházmegye A lelkiismereti és vallásszabadság jogáról, valamint az egyházak, vallásfelekezetek és vallási közösségek jogállásáról szóló 2011. évi CCVI. törvény alapján működő, Magyarországon bejegyzett egyház, melynek egyetlen püspöksége Gyulán van. Szervezetileg a Román Ortodox Egyházhoz, azon belül a Bánáti Mitropolitához tartozik.